# Gangsters per un massacro
Gangsters per un massacro è un film italo-tedesco del 1968 diretto da Gianfranco Parolini, accreditato come Frank Kramer. È il quinto film della saga Kommissar X.
In Germania Ovest è uscito con il titolo Kommissar X - Drei blaue Panther.

## Trama
A Montreal, durante l'Expo 1967, il gangster Arthur Hillary cerca di mettersi in contatto con suo fratello Robert, per recuperare tre milioni di dollari in gioielli, frutto di una rapina di qualche anno prima. Sulle sue tracce si mettono la polizia canadese, il capitano della polizia di New York Tom Rowland e l'investigatore privato al servizio di una compagnia assicuratrice Joe Walker. Arthur, dopo aver trovato il fratello che gli somiglia, lo uccide, ne assume l'identità e si intrufola nella sua casa per costringere la vedova a dargli la chiave della cassetta di sicurezza in cui i gioielli sono custoditi.